# نيكمير
نيكمير هي بلدية وقرية في مقاطعة بلزن-شمال في إقليم بلزن في جمهورية التشيك. يبلغ عدد سكانها حوالي 500 نسمة.
تقع نيكمير على بعد 15 كيلومتر (9 ميل) شمال غرب بلزن و87 كـم (54 ميل) غرب براغ.

## الأجزاء الإدارية
تعتبر قرية لوتكا جزءاً إدارياً من نيكمير.

## مشاهير
- أليش مندوس (مواليد 1992)، لاعب كرة قدم